# Melody Perkins
Melody Perkins (ur. 28 stycznia 1974) – amerykańska aktorka, modelka i tancerka, najbardziej znana z roli Astronemy w serialu Power Rangers w kosmosie.

## Życiorys
Urodziła się w Wiesbaden w Niemczech, a dorastała w kalifornijskim Sacramento w Stanach Zjednoczonych. Studiowała ekonomię i japonistykę.
Jako wspomagająca tancerka występowała z Sacramento Ballet Company i Jazz Unlimited Dance Company. Długo pracowała też jako modelka – podczas jednej ze służbowych podróży po Europie porzuciła to zajęcie na rzecz aktorstwa. Powiedziała: Kilka lat temu, podróżując po Europie jako modelka, wystąpiłam w reklamie we Włoszech i Francji. Tak to się zaczęło.. Nie rozstała się zupełnie z modelingiem – Jeśli tylko mogę, nadal to robię..
Jej najdłużej trwająca rola to Astronema w serii Power Rangers w kosmosie. Powiedziała o tej roli: Kocham ją. To bardzo śmieszne być złą dziewczynką.. Jej postać była dobrze znana dzięki obcisłemu kostiumowi, w który ją ubierano.
Wróciła do Power Rangers: Zagubionej Galaktyki, tym razem jako jedna z Power Rangers. Jest to jedyna aktorka, która w jednym sezonie serii grała postać złą, by w następnym wcielić się w dobrą. Zastąpiła Valerie Vernon, która ciężko zachorowała na białaczkę.
Melody pojawiła się także jako opiekunka do dzieci w Malcolm in the middle, diabelska czarownica w Czarodziejkach, w Wygranych marzeniach i w wielu innych epizodach różnych seriali.

## Filmografia

### Film
- Planeta Małp (2001) – przyjaciółka na imprezie Leo
- Wygrane marzenia (2000) – nowa pracownica Coyote Ugly

### Telewizja
- CSI: Miami (2004) – Barbara Nance
- Czarodziejki (2003) – Margo Stillman
- Malcolm in the middle (2000) – Patty Henderson
- Power Rangers Lightspeed Rescue (2000) – Laser (głos)
- Power Rangers: Zagubiona Galaktyka (1999) – Karone/Pink Galaxy Ranger
- Power Rangers w kosmosie (1998) – Astronema/Karone
- Silk Stalkings (1997) – Maid
- Night man (1997) – Lisa
- High Tide (1995)